# Bruère-Allichamps
Bruère-Allichamps är en kommun i departementet Cher i regionen Centre-Val de Loire i de centrala delarna av Frankrike. Kommunen ligger  i kantonen Saint-Amand-Montrond som tillhör arrondissementet Saint-Amand-Montrond. År 2022 hade Bruère-Allichamps 569 invånare.
Bruère-Allichamps är en av de sju kommuner i Frankrike som påstår sig vara landets geografiska centrum, och historiskt sett den första. Kalkylerna gjordes av den franska geografen Adolphe-Laurent Joanne mellan 1860 och 1870 då Alsace och  Lorraine var franskt liksom Nice och Savoie, det vill säga samma gränser som dagens Frankrike.

## Befolkningsutveckling
Antalet invånare i kommunen Bruère-Allichamps
Referens:INSEE